# 加藤忠重
加藤 忠重（かとう ただしげ、生年不詳 - 延宝7年4月19日〈1679年5月28日〉）は、江戸時代前期の武士、旗本。通称は五左衛門。加藤重常の四男。兄弟に加藤重正、加藤正光、加藤重勝。子に加藤重頼がいる。
徳川家光に仕え、小十人を勤め、蔵米100俵、月俸3口（こう）賜る。後に納戸番となる。その後番の役目を辞して小普請となる。延宝7年(1679年）死去。赤坂の道教寺に葬られた。以後、道教寺が代々の葬地となる。